# Лернарот
Лернарот (арм. Լեռնարոտ) — село в Арагацотнской области Армении.

## География
Село расположено в центральной части марза, на расстоянии 27 километров к северо-западу от города Аштарак, административного центра области. Абсолютная высота — 1725 метров над уровнем моря.
Климат
Климат характеризуется как умеренно холодный, влажный (Dfb в классификации климатов Кёппена). Среднегодовая температура воздуха составляет 6,7 °C. Средняя температура самого холодного месяца (января) составляет −6,9 °С, самого жаркого месяца (июля) — 18,8 °С. Расчётная многолетняя норма атмосферных осадков — 431 мм. Наибольшее количество осадков выпадает в мае (78 мм).

## Население
По данным «Сборника сведений о Кавказе» за 1880 год в селе Магда Эчмиадзинского уезда по сведениям 1873 года было 23 азербайджанских и 1 курдский двор, проживало 195 азербайджанцев (указаны как «татары»), которые были шиитами, и 10 курдов, которые были езидами.
По данным Кавказского календаря на 1912 год, в селе Магда Эчмиадзинского уезда проживало 268 человек, в основном азербайджанцев, указанных как «татары».
| Год переписи | Население          | Население          | Население          | Население            | Население            | Население            |
| Год переписи | Наличное население | Наличное население | Наличное население | Постоянное население | Постоянное население | Постоянное население |
| Год переписи | Всего              | Мужчины            | Женщины            | Всего                | Мужчины              | Женщины              |
| ------------ | ------------------ | ------------------ | ------------------ | -------------------- | -------------------- | -------------------- |
| 2001         | 329                | 163                | 166                | 343                  | 173                  | 170                  |
| 2011         | 302                | 150                | 152                | 308                  | 156                  | 152                  |

| Год  | Численность | Численность |
| ---- | ----------- | ----------- |
| 1831 | 38          | [ 10 ]      |
| 1897 | 296         | [ 10 ]      |
| 1939 | 316         | [ 10 ]      |
| 1959 | 526         | [ 10 ]      |
| 1970 | 294         | [ 10 ]      |
| 1979 | 288         | [ 10 ]      |
| 1989 | 324         | [ 11 ]      |
| 2001 | 343         | [ 10 ]      |
| 2004 | 335         | [ 10 ]      |
| 2011 | 308         | [ 12 ]      |